# Эккель, Иоганн-Иосиф-Иларий
Иоганн-Иосиф-Иларий Эккель (нем. Johann Joseph Hilarius von Eckhel; 13 января 1737[…], Энцерсфельд, Нижняя Австрия — 16 мая 1798[…], Вена) — австрийский нумизмат, священник-иезуит.

## Биография
Родился 13 января 1737 года в Энцерсфельде в семье Иоганна Антона Экхеля, управляющего Монтекуккольского поместья графа Зинцендорфа.
Образование получил в иезуитском колледже в Вене, где в возрасте четырнадцати лет был принят в орден. Некоторое время преподавал в школе поэзию и риторику, — сначала в Штайре, а затем в Вене. Интерес к древним монетам перенял от своего брата Йозефа Хелла, вместе с которым он описал и провел инвентаризацию коллекции Гранелли, а в 1769 году обработывал пожертвование венгерского графа Михая Вичая (1727—1781). В 1771 году Экхель уже самостоятельно работал с коллекцией монет Пауля Фештетича (1725—1782).
В 1772 году был назначен хранителем кабинета монет в иезуитском колледже и в том же году отправился в Италию с целью изучения древностей и монет. Во Флоренции он был нанят для обработки коллекции монет и медалей великого герцога Тосканского Леопольда.
После роспуска в 1773 году ордена иезуитов, при возвращении Эккеля в Вену в 1774 году, императрица Мария Терезия назначила Экхеля профессором древностей и нумизматики в Венский университет и директором собрания антиков императорского мюнцкабинета; в 1776 году он стал директором мюнцкабинета.
В 1779 году появился его «Catalogus Vindobonensis numorum veterum». В своём восьмитомном труде о древних монетах «Doctrina nummorum veterum» (1792—1798) Эккель применил географический принцип классификации античных монет, определив и систематизировав более 70 тысяч монет. Это сочинение принесло ему славу основателя античной нумизматики.
Иоганн-Иосиф-Иларий Эккель умер в городе Вене 16 мая 1798 года.

## Избранная библиография
- Catalogus Musei Caesarei Vindobonensis Numorum Veterum. 2 Bände. — Wien: Kraus, 1779 (Том 1; Том 2).